# Stacja Polarna Uniwersytetu Mikołaja Kopernika na Spitsbergenie
Stacja Polarna Uniwersytetu Mikołaja Kopernika na Spitsbergenie – założona w 1975 roku stacja badawcza Uniwersytetu Mikołaja Kopernika znajdująca się w północno-zachodniej części Spitsbergenu w archipelagu Svalbard.

## Lokalizacja
Stacja Polarna UMK usytuowana jest w zachodniej części Ziemi Oskara II, w północnej części nadmorskiej niziny Kaffiøyra, graniczącej od zachodu z cieśniną Forland. Zlokalizowano ją w rejonie Heggodden, około 150 metrów od brzegu morskiego, u podstawy moren czołowych lodowca Aavatsmarka. O wyborze tego miejsca zadecydowało kilka przyczyn. Najważniejsze z nich to duża różnorodność środowiska oraz niewielkie oddalenie od lodowców będących głównym obiektem badań. W bezpośrednim sąsiedztwie Stacji znajduje się głęboka Zatoka Hornbaek. Daje ona doskonałe schronienie statkom oraz stwarza możliwości bezpiecznego wyładunku i załadunku ekspedycji w czasie sztormowej pogody. Cieśnina Forland już od połowy czerwca wolna jest od lodu. W czasie sezonu letniego pak lodowy nie stwarza najmniejszych problemów nawigacyjnych. Małe jeziorka morenowe zapewniają odpowiednią ilość słodkiej wody podczas lata polarnego. Atrakcyjność położenia Stacji Polarnej UMK podnosi stosunkowo bliskie sąsiedztwo Ny-Ålesundu, osady będącej dużym międzynarodowym centrum badawczym.

## Historia badań
Początki eksploracji naukowych Kaffiøyry sięgają 1938 roku, kiedy to z inicjatywy Prezesa Zarządu Koła Polarnego Towarzystwa Wypraw Badawczych profesora Antoniego Bolesława Dobrowolskiego zorganizowana została pierwsza glacjologiczna wyprawa na Ziemię Oskara II. Wyboru terenu badań dokonał docent Ludwik Sawicki. Badania prowadzone były głównie na przedpolach lodowców Kaffiøyry. W 1960 roku Mieczysław Klimaszewski opublikował pracę pt. Studia geomorfologiczne w zachodniej części Spitsbergenu między Kongsfjordem i Eidembuktą. Zawiera ona precyzyjny opis form, osadów oraz procesów glacjalnych i peryglacjalnych regionu Kaffiøyry. Był to pierwszy taki zapis z tego regionu. Dlatego też grupa geografów z ośrodka toruńskiego zdecydowała się na organizację wyprawy w ten sam rejon celem przeprowadzenia badań porównawczych. W 1975 roku wyruszyła pierwsza Toruńska Wyprawa Polarna.Kierował nią profesor Jan Szupryczyński z Instytutu Geografii PAN. Wyprawa działa w dwóch grupach. Jedna w południowej części Kaffiyory, druga w jej części północnej. Grupa północna, którą kierował prof. Czesław Pietrucień koncentrowała się na badaniach hydrologicznych i glacjologicznych. W 1975 roku z inicjatywy prof. Czesława Pietrucienia pod morenami lodowca Aavatsmarka powstał specjalnej konstrukcji domek, który stał się zaczątkiem stacji działającej do dzisiaj. W roku 1995 rozpoczyna się nowy cykl wypraw letnich do Stacji Polarnej UMK, a w 1996 roku rozpoczęto cykl wypraw wiosennych. Głównym ich celem są badania zimowej akumulacji śniegu na lodowcach w rejonie Kaffiøyry, obserwacje zimowych wypływów z lodowców, prace geodezyjne w miejscach niedostępnych latem, penetracja jaskiń i tuneli lodowcowych. 

## Stan obecny i perspektywy
Po rozbudowie Stacja Polarna UMK może przyjąć jednorazowo 10-15 osób. Nowa część Stacji to 32 m² powierzchni na parterze i 24 m² na piętrze. Składa się z pomieszczenia głównego, warsztatu, pokoju i dwóch antresol sypialnych. Połączona jest ze "starą" częścią (kuchnia + pokój), ale również istnieje oddzielne wejście. Istnieją także dodatkowe powierzchnie magazynowe, laboratorium, łaźnia oraz garaż na łodzie, skutery i silniki. Aktualnie łączna powierzchnia wszystkich pomieszczeń wynosi około 100 m².

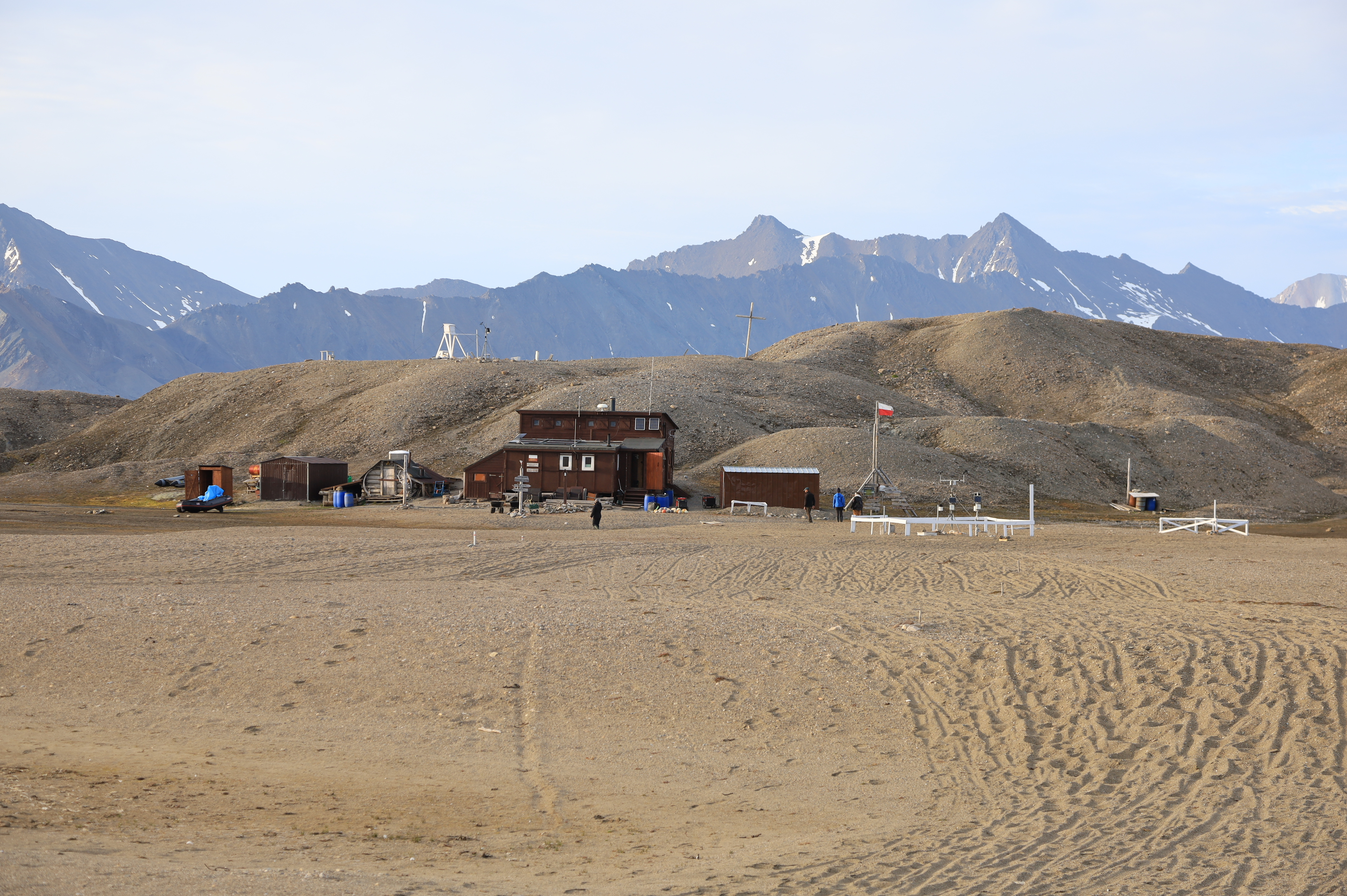
Widok stacji w Lipcu 2023.

Stacja działa od 3 do 4 miesięcy w roku, posiada niezbędne zaplecze techniczne, agregaty prądotwórcze, fotoogniwa, automatyczne stacje meteorologiczne, łodzie motorowe i skutery śnieżne. Ważniejsze urządzenia pomiarowe to: stacja meteorologiczna wyposażona w przyrządy pomiarowe na poziomie posterunku meteorologicznego, badania prowadzone od 1975 roku; automatyczne stacje meteorologiczne, pomiary rejestrowane w dowolnym interwale czasowym; limnigrafy i loggery na obserwowanych ciekach, pomiary stanów wody, natężenia przepływu i wybranych cech fizyczno-chemicznych wody prowadzone są od 1975 roku; sieć tyczek ablacyjnych na lodowcach; świdry do wierceń w lodzie; loggery temperatury gruntu; loggery temperatury lodu i inne.
Rozbudowa Stacji umożliwi pracę i funkcjonowanie większych grup wyprawowych. Zwiększenie powierzchni mieszkalnej i laboratoryjnej ma szczególne znaczenie w świetle faktu, że Stacja jest często odwiedzana przez naukowców z całego świata. Pozwoli to na zwiększenie istniejącej i nowej współpracy międzynarodowej w prowadzeniu badań naukowych w regionie Kaffiøyry. Należy wyraźnie podkreślić, że w oparciu o Stację Polarną UMK prowadzona jest większość polskich badań polarnych obszaru północno-zachodniego Spitsbergenu.
Nowa inwestycja umożliwi funkcjonowanie i pracę w Stacji w ciągu całego roku. Ma to istotne znaczenie w prowadzeniu badań wymagających systematycznych pomiarów w czasie. Pozwoli zwiększyć zakres tematyczny prowadzonych badań naukowych, jak również liczbę uczestników wypraw. Wykonywanie większej ilości analiz bezpośrednio w miejscu pomiaru w istotny sposób zmniejszy koszty prowadzonych badań. W dużym stopniu ułatwi pracę, a przede wszystkim zwiększy bezpieczeństwo uczestników wypraw.